# Проспект Универсиады (Казань)
Проспект Универсиады (тат. Универсиада проспекты) — одна из важнейших магистралей Казани, связывающая центр города с его южной частью, а также одна из шести городских магистралей, имеющих статус проспекта.

## Название
Проспект Универсиады получил своё название в честь XXVII Всемирной летней Универсиады, проходившей в Казани с 6 по 17 июля 2013 года.
Данное название официально утверждено решением Казанской городской думы от 19 июля 2013 года №4-24.
На момент начала строительства проспекта его неофициально называли Ново-Аметьевской магистралью.

## Территориальное расположение
Проспект Универсиады начинается от улицы Нурсултана Назарбаева и заканчивается у Танкового кольца. В средней части эту магистраль пересекает железнодорожный мост, разделяющий её на два участка — северный и южный. Вдоль северного участка проспекта Универсиады проходит граница между Приволжским и Вахитовским районами, вдоль южного участка — между Приволжским и Советским районами. Со стороны Вахитовского района к проспекту Универсиады примыкает зона малоэтажной застройки посёлка (жилого массива) Аметьево, со стороны Советского района — полоса малоэтажной застройки садоводческого товарищества «Любитель», за которой высятся многоэтажные дома микрорайона Танкодром. Со стороны Приволжского района северный участок проспекта Универсиады застроен в основном многоэтажными жилыми домами 1960-х — 1970-х годов и 2012—2013 годов постройки, в то время как вдоль южного участка застройка почти отсутствует (в основном к нему примыкает территория электродепо «Аметьево» Казанского метрополитена).
Длина проспекта Универсиады составляет 2,96 км.

## История
Строительство магистрали на месте нынешнего проспекта Универсиады было предусмотрено ещё генеральным планом Казани 1969 года. Однако в те годы до практического воплощения дело так и не дошло. Позже эта идея была вновь утверждена генеральным планом Казани 2007 года с крайним сроком реализации в 2020 году.
Ускорению строительства данной магистрали способствовала победа Казани 31 мая 2008 года в борьбе за право проведения XXVII Всемирной летней Универсиады 2013 года. В процессе подготовки к студенческим играм возникла необходимость модернизации транспортной инфраструктуры города, предусматривавшей в том числе строительство новых дорог и транспортных развязок. В рамках этой программы было принято решение о создании дополнительного транспортного коридора от улицы Пушкина до Танкового кольца, соединяющего центральную часть города с его южными районами (Танкодром, Горки, Солнечный город).
Строительство магистрали осуществлялось в 2011—2013 годах и включало в себя не только прокладку шестиполосной трассы с разделительным отбойником посередине, но также возведение трёх двухуровневых транспортных развязок, одного железнодорожного и одного автомобильного путепроводов, а также двух пешеходных переходов — надземного и подземного. Проектирование магистрали общей протяженностью 5,3 км (от улицы Пушкина до Танкового кольца) осуществлял Институт по проектированию объектов дорожного хозяйства «Татдорпроект», а её строительство (за исключением транспортных развязок и путепроводов) — ООО «Стройхимсервис». Процесс прокладки трассы облегчался отсутствием на большей части её пути капитальных строений, требующих сноса. На участке трассы в границах нынешнего проспекта Универсиады (от улицы Эсперанто /ныне — улица Нурсултана Назарбаева/ до Танкового кольца) дорога в основном прокладывалась по пустырям; сносу подверглась лишь незначительная часть малоэтажной застройки вдоль небольших улиц — чётной стороны Подаметьевской и нечётной стороны (частично) Агрономической. Что касается участка трассы, проходящего через центр города (Щербаковский переулок и улица Тихомирнова), то здесь строительство магистрали осуществлялось путём расширения уже существовавшей проезжей части.
Самым сложным при строительстве проспекта Универсиады было возведение двух двухуровневых и одной трёхуровневой транспортных развязок:
- на пересечении с улицей Эсперанто (условное название — транспортная развязка «Эсперанто»);
- на пересечении с улицей Даурской и Аметьевской магистралью (условное название — транспортная развязка «Аметьево»);
- на Танковом кольце (условное название — транспортная развязка «Танковое кольцо»).

Все три вышеуказанных объекта были спроектированы ГУП «Татинвестгражданпроект» совместно с Институтом по проектированию объектов дорожного хозяйства «Татдорпроект».
Транспортная развязка «Эсперанто» строилась ОАО «Волгомост «Мостоотряд № 3». Изначально её планировалось открыть к концу 2012 года, но работы затянулись. Мэр Казани И. Р. Метшин, инспектируя в январе 2013 года ход строительных работ на данном объекте, не удержался от претензий в адрес подрядчиков.

Ильсур Метшин напомнил подрядчикам об озвученных ими ранее сроках — пустить рабочее движение по развязке к концу 2012 года. „Не могу сказать, что работа не ведётся, но ударными темпы не назовёшь. Летом не снесённые дома мешали работать, теперь мороз минус двадцать, февраль тоже жарким не будет. Но вы на себя обязательства брали, поэтому выполняйте в срок“, — обратился Мэр к подрядчикам. Те, в свою очередь, посетовали на сложный характер грунта, который сильно замедляет работы.
Остальные две транспортные развязки («Аметьево» и «Танковое кольцо») строились в основном компанией ПСО «Казань», которая также не уложилась в первоначальные сроки.
Официальное открытие всей магистрали от улицы Пушкина до Танкового кольца с тремя транспортными развязками состоялось 23 июня 2013 года в присутствии Президента Республики Татарстан Р. Н. Минниханова и мэра Казани И. Р. Метшина.
Впрочем, рабочее движение на некоторых участках было открыто раньше. Кроме того, в феврале 2013 года было открыто движение по автомобильному путепроводу над проспектом Универсиады, соединяющему улицы Агрономическая и Шаляпина с посёлком Аметьево.
- Вид на проспект Универсиады в сторону Танкового кольца
- Проспект Универсиады, переходящий в путепровод на Танковом кольце
- Вид на проспект Универсиады в сторону центра города и микрорайон Танкодром
- Проспект Универсиады: вид от Танкового кольца в сторону центра города
- Малоэтажная застройка садоводческого товарищества «Любитель» и высотные дома микрорайона Танкодром вдоль проспекта Универсиады
- Вид на Аметьевскую магистраль со стороны проспекта Универсиады (транспортной развязки «Аметьево»)

С открытием новой магистрали, включающей в себя Щербаковский переулок, улицу Тихомирнова и проспект Универсиады, она стала выполнять функцию дороги-дублёра для Оренбургского тракта, улиц Павлюхина и Марселя Салимжанова, перетянув на себя часть транспортного потока.
Особенностью проспекта Универсиады является то, что большинство домов, расположенных вдоль него, адресуются по другим улицам. Так сложилось исторически. В процессе строительства данной магистрали её северный участок (от улицы Нурсултана Назарбаева до железнодорожного моста) был проложен по пустырям, а также вдоль улицы Подаметьевской, в результате чего частные малоэтажные дома, расположенные с восточной стороны проспекта Универсиады, адресуются по улицам посёлка Аметьево (улицы Подаметьевская, Косогорная, Тихогорская). В то же время большинство расположенных с западной стороны многоквартирных домов были построены задолго до появления проспекта Универсиады, поэтому они, как правило, имеют адресацию по соседним поперечным улицам: «малосемейка» по ул. Айрата Хайруллина, 5 корп.1 (1965); «хрущёвки» по ул. Агрономической, 76 (1973), 78 (1969), 80 (1961); «хрущёвки» по ул. Халева, 1 (1965), 3 (1965). Выходящая на проспект Универсиады торцевой стороной средняя общеобразовательная школа № 82 им. Р. Г. Хасановой (ул. Качалова, 107) была открыта в 1936 году. Исключением на этом фоне является лишь небольшой квартал, состоящий из четырёх высотных монолитных домов различной этажности (12, 15, 17, 19 этажей), построенных в рамках татарстанской республиканской программы социальной ипотеки и заселённых летом 2014 года; их адресация: просп. Универсиады, 10, 12, 14, 16.
Что касается южного участка проспекта Универсиады (от железнодорожного моста до Танкового кольца), то с западной его стороны застройка практически отсутствует. Здесь бо́льшую часть территории занимает электродепо «Аметьево» Казанского метрополитена, а также здания двух автосалонов: на пересечении проспекта Универсиады с улицей Даурской — автосалон «ТрансТехСервис», а у Танкового кольца — автосалон «Тойота Центр Казань Юг» группы компаний «КАН Авто» (открыт в 2021 году).
С восточной стороны южного участка проспекта Универсиады, на территории протянувшегося вдоль магистрали склона холма находится малоэтажная застройка садоводческого товарищества «Любитель». По состоянию на 2019 год в его составе насчитывалось 157 садовых участков, 43 строения, около половины из которых — дома круглогодичного проживания, легализованные в рамках так называемой «дачной амнистии», остальная половина — садовые домики, многие из которых были заброшены. В 2019 году городскими властями Казани был поднят вопрос о создании на месте садоводческого товарищества «Любитель» протяжённой благоустроенной парковой зоны. В соответствии с разработанным проектом планировки предполагался снос всех вышеуказанных строений и создание на их месте парковой зоны с каскадным размещением на склоне пешеходных и велосипедных дорожек. После того, как информация об этом была озвучена публично, владельцы садовых участков, прежде всего постоянно живущие здесь, а также многие жители соседних многоэтажных домов микрорайона Танкодром, выступили против создания парка. Острая дискуссия продолжалась несколько месяцев, но к началу 2020 года она затухла, так как со стороны властей активных действий более не предпринималось.
- Высотные жилые дома на проспекте Универсиады
- Высотные жилые дома на проспекте Универсиады
- Проспект Универсиады. Один из образцов стрит-арта в городе: портрет Героя Советского Союза, татарского поэта Мусы Джалиля (1906—1944) на доме по адресу: ул. Айрата Хайруллина, 5 корп.1
- Надземный пешеходный переход на проспекте Универсиады
- Автомобильный мост над проспектом Универсиады, соединяющий улицы Агрономическая и Шаляпина с посёлком Аметьево
- Путепровод над улицей Нурсултана Назарбаева: в этом месте заканчивается проспект Универсиады и начинается улица Тихомирнова

## Объекты, расположенные вдоль проспекта
Вдоль проспекта Универсиады расположены следующие значимые объекты, которые, однако, имеют адресацию по другим улицам (перечислены в направлении с севера на юг):
- Автосалон «BMW» компании «ТрансТехСервис» (ул. Агрономическая, 7);
- Агентство инвестиционного развития Республики Татарстан (ул. Агрономическая, 11);
- Средняя общеобразовательная школа № 82 им. Р. Г. Хасановой (ул. Качалова, 107);
- Автосалон «ТрансТехСервис» (ул. Даурская, 18);
- Электродепо «Аметьево» Казанского метрополитена (Оренбургский тракт, 17);
- Автосалон «Тойота Центр Казань Юг» группы компаний «КАН Авто» (Оренбургский тракт, 23Д).